# Barabati
Barabati és una fortalesa de la ciutat de Cuttack al districte de Cuttack a Orissa, a la riba sud del riu Mahanadi a l'altre costat de la ciutat 20° 29′ N, 85° 56′ E / 20.483°N,85.933°E. No se sap quan es va construir però podria ser del segle xiv. Originalment era hindú però els governadors musulmans d'Orissa hi van afegir un bastió el 1750, un pas amb arcada i alguns detalls més. Aquest camí i la mesquita anomenada Fateh Khan Rahim, són les parts que romanen senceres i part del material de construcció fou reutilitzat pels britànics que van capturar el fort el 1803 en la seva campanya contra els marathes.